# Abu Ibrahim al-Hashimi al-Qurashi
Abu Ibrahim al-Hashimi al-Qurashi (en árabe أبو إبراهيم الهاشمي القرشي) (Tal Afar, Irak; 16 de octubre de 1976 - Atme, Siria; 3 de febrero de 2022) fue un militante y yihadista iraquí que fue el segundo califa del autodenominado Estado Islámico. Su nombramiento fue hecho por un consejo de la shura del grupo terrorista, y su nombre anunciado por los medios de comunicación afines el 31 de octubre de 2019, apenas una semana después de la muerte de Abu Bakr al-Baghdadi, en la ofensiva aliada lanzada sobre Barisha (Siria).
El 3 de febrero de 2022, el entonces presidente de los Estados Unidos, Joe Biden, anunció que, en el curso de una operación militar en Siria, las fuerzas estadounidenses confirmaban la muerte de Hashemi pocas horas antes (madrugada del 3 de febrero).

## Identidad
Pocos datos trascendieron sobre su biografía, pero su nisba, al-Qurashi, sugería que él, como al-Baghdadi, reclamaba proceder de un linaje de la tribu de Quraysh, a la que también perteneció en el pasado el profeta Mahoma. Esta reclamación le daba una posición legítima para ser el nuevo califa. Se cree que el nombre de Al-Hashimi es un nombre de guerra, si bien se desconoce su nombre real.
Se especuló con que su nombre real fuera Amir Muhammad Sa'id Abdal Rahman al-Mawla, también conocido como Hajji 'Abdallah. Esta hipótesis fue apoyada por Muhammad Ali Sajit, cuñado y ayudante de Bagdadi capturado en junio de 2019, quien creyó que Hajji 'Abdallah era el nuevo líder de la organización.
Rita Katz, directora del Grupo de Inteligencia SITE, consideró en su momento poco probable que el Estado Islámico publicara un discurso grabado del nuevo líder o que se mostrara su rostro. Sin embargo, el 1 de noviembre de 2019, el presidente de los Estados Unidos, Donald Trump, afirmó en las redes sociales que su gobierno había averiguado la verdadera identidad de al-Hashimi. Sin embargo, un informe del 5 de noviembre de 2019 del diario abudabí The National dijo que "este no parece ser el caso" y que "los informes indican que los funcionarios iraquíes, kurdos y estadounidenses no tienen mucho para seguir". El Centro de Información sobre Inteligencia y Terrorismo israelí especuló con la posibilidad de que al-Hashimi fuera de nacionalidad iraquí, teoría con la que concordaba el diario en línea Small Wars Journal, afirmando que los iraquíes constituían la mayoría de los miembros del Estado Islámico y no aceptarían un líder no iraquí para la organización.

## Historial terrorista
Según el Estado Islámico, al-Hashimi era un veterano en la lucha contra las naciones occidentales, siendo un comandante con educación religiosa y experiencia en el campo de batalla. Fue descrito como "el erudito, el trabajador, el adorador", una "figura prominente en la yihad", y un "emir de la guerra".
Menos de una semana después de la muerte de Abu Bakr al-Baghdadi, al-Hashimi fue elegido por un consejo de la shura como el nuevo califa del Estado Islámico, lo que indica que el grupo todavía se considera un califato a pesar de haber perdido todo su territorio en Irak y Siria. Su nombramiento supuestamente se realizó de acuerdo con el consejo de Baghdadi, lo que significaba que el nuevo emir fue designado por el propio Baghdadi todavía en vida. Al-Hashimi llegó al poder luego de varios días de especulación y negación en torno a la muerte de Baghdadi entre los partidarios del grupo terrorista.
La expectativa general era que al-Hashimi se convertiría en "el líder de una organización deshilachada que se ha reducido a células durmientes dispersas" y el gobernante de un "califato de cenizas". Algunos analistas creían que la muerte de Baghdadi probablemente causaría que el Estado Islámico se desquebrajara, "dejando al que emerge como su nuevo líder con la tarea de reunir al grupo nuevamente como una fuerza de combate". Sin embargo, otros analistas creían que la muerte de Baghdadi no tendría un gran impacto en la organización "en términos de capacidad operativa", y que probablemente "no resultaría en la desaparición del grupo, o incluso provocaría una disminución".
En 2019, al-Hashimi recibió promesas de lealtad de la provincia del Sinaí del Estado Islámico, organizaciones afiliadas de Bangladés, de Somalia, Indonesia, Pakistán, Yemen, Túnez, de Abu Sayyaf y Boko Haram, así como de grupúsculos en las zonas iraquíes de Bagdad, Diyala, Raqqa o Kirkuk, entre otros.
El 24 de marzo de 2020, el Departamento de Estado de los Estados Unidos lo calificó como Terrorista Global Especialmente Designado (SDGT) en virtud de la Orden Ejecutiva 13224.
Dos meses después, el 20 de mayo de 2020, el Servicio de Inteligencia iraquí identificó a un militante capturado como al-Hashimi; sin embargo, los propios militares aclararon después que en realidad se trataba de Abdul Nasser Qardash, uno de los posibles sucesores en disputa de al-Baghdadi. Al-Hashemi todavía estaba fuera de la custodia iraquí en ese momento.

## Muerte
El 3 de febrero de 2022, el presidente de los Estados Unidos Joe Biden anunció que, en el curso de una operación militar en Siria, las fuerzas estadounidenses había eliminado a al Hashemi. Un alto funcionario de la Casa Blanca declaró a Reuters que al-Qurashi había detonado una bomba que lo mató a él y a miembros de su familia durante la operación del Comando Conjunto de Operaciones Especiales.